# Hussein Zaky
Hussein Ali Zaky (født 1. marts 1979 i Alexandria, Egypten, arabisk: حسين على زكى) er en egyptisk tidligere håndboldspiller, der spillede for de spanske ligaklubber BM Aragón og BM Ciudad Real. 

## Landshold
Zaky har i en årrække været den helt store profil på det egyptiske landshold. Han har spillet over 130 kampe i landsholdstrøjen og var blandt andet med til overraskende at nå semifinalerne ved VM i 2001.